# Bactrocera silvatica
Bactrocera silvatica är en tvåvingeart som först beskrevs av Hardy 1983.  Bactrocera silvatica ingår i släktet Bactrocera och familjen borrflugor. Inga underarter finns listade.